# Pikachu
Pikachu is de bekendste van de 1025 Pokémon uit de populaire gelijknamige animeserie, alsook de computer- en kaartspellen. Zijn nummer in de Pokédex is 25. Hij ziet eruit als een gele muis met konijnenoren, heeft rode wangetjes en een staart in de vorm van een bliksemschicht. De naam Pikachu stamt van "pika" (Japans voor 'volt', 'schok') en "chu" (Japans voor 'piep', het geluid van een muis). Hij is ontworpen door Ken Sugimori. De bekendste Pikachu (en Pokémon) is wellicht die van Ash Ketchum, trainer in de Pokémon-televisieserie.

## Algemeen
De stem van Pikachu wordt ingesproken door Ikue Ōtani. Deze stem is te horen in de tekenfilmserie (incl. films), computerspellen (onder andere Pokémon Yellow) en verscheidene merchandise-artikelen.
In de Pokémonspellen, waarin de speler zijn Pokémon tegen andere Pokémon laat strijden om sterker te worden, doet Pikachu dit door middel van elektriciteit. Het diertje kan stroomstoten afgeven via zijn rode wangetjes. Meerdere Pikachu samen kunnen een elektromagnetisch veld veroorzaken, eventueel zelfs gepaard met donder.
Pikachu is een van de uitzonderingen op het gebied van evolueren in zijn volgende gedaante. In tegenstelling tot de anderen, die evolueren door gevechten te winnen en levels omhoog te gaan, heeft Pikachu hiervoor een "dondersteen" nodig. Pikachu komt voort uit Pichu en evolueert in Raichu. In Pokémon Yellow is er een uitzondering. Hier is Pikachu de Pokémon waarmee het spel wordt begonnen. De speler kan hem niet zelf laten evolueren. Hij moet hier worden geruild, en de andere speler moet dan een dondersteen kopen en die op de Pikachu van de eerste speler gebruiken. Als er dan weer wordt teruggeruild, levert dit een Raichu op.

## Pikachu als mascotte
Pikachu is wereldwijd de meest bekende Pokémon van allemaal. Het is ook een van de weinige die zijn naam behoudt in alle verschillende talen waarin de games worden uitgebracht. Pikachu is zo bekend omdat hij de officiële mascotte is. Oorspronkelijk zou er gekozen worden voor Clefairy als mascotte, omdat deze er heel vriendelijk en schattig uitziet, en het een 'standaard' normaal-type was (ondertussen veranderd in fee-type). Maar omdat in de anime uiteindelijk gekozen werd voor Pikachu als Ash Ketchums starterpokémon, en dit zo goed ontvangen werd, werd besloten om Pikachu als de officiële mascotte te behouden. Sindsdien zijn er veel dingen rondom Pikachu ontwikkeld, zoals de Pikachu shorts, die voor de films verschijnen, het speciale voorwerp Light Ball, wat alleen Pikachu's krachten verhoogt, en de Cosplay Pikachu, die verschillende kostuums aan kan trekken in de spellen, enzovoort.

## Ruilkaartenspel
Er bestaan 42 standaard Pikachu-kaarten, waarvan er negen enkel in Japan zijn uitgebracht. Verder bestaan er nog twee Flying Pikachu-kaarten (één enkel in Japan), een Surfing Pikachu, een Pikachu's Summer Vacation (enkel in Japan), een Ooyama's Pikachu (enkel in Japan), drie _____'s Pikachu kaarten (twee enkel in Japan), twee Lt. Surge's Pikachu-kaarten, een Pichu and Pikachu-combinatiekaart (enkel in Japan), een PokéPark's Pikachu (enkel in Japan), een Pikachu ☆, een Captain Pikachu (Japan), Pikachu M (Japan), Pikachu M LV.X (Japan) en een Shopping Pikachu (Japan). Al deze kaarten hebben het type Lightning als element. Ook bestaan er 3 Pikachu δ-kaarten met element Metal en één type Colorless-combinatiekaart van Pikachu, Jigglypuff en Clefairy.